# Gamarús de Guatemala
El gamarús de Guatemala (Strix fulvescens) és una espècie d'ocell de la família dels estrígids (Strigidae)). Habita la selva humida i boscos mixtes de les muntanyes de Chiapas i Guatemala. El seu estat de conservació es considera de risc mínim.